# Liste von Industrieverbänden
Die Liste von Industrieverbänden verzeichnet Verbände der Industrie weltweit.

## Industrieverbände
Europa
- AeroSpace and Defence Industries Association of Europe (ASD)
- Businesseurope (BUSINESSEUROPE)
- Computer and Communications Industry Association (CCIA)
- European Round Table (ERT)
- European Banking Federation (EBF)
- Verband Europäischer Fernleitungsnetzbetreiber für Gas (ENTSO-G)
- Verband der Europäischen chemischen Industrie (CEFIC)
- Verband Elektronische Brandschutz- und Sicherheitsindustrie (Euralarm)
- Association des Constructeurs Européens d’Automobiles (ACEA)

Brasilien
- Confederação Nacional da Indústria (SESI)

Deutschland
- Bundesverband der Deutschen Industrie e. V. (BDI), Berlin
- Bundesverband der Deutschen Luft- und Raumfahrtindustrie e. V. (BDLI)
- Bundesverband der Pharmazeutischen Industrie
- Bundesverband der Deutschen Sicherheits- und Verteidigungsindustrie e. V. (BDSV), Berlin
- Deutscher Brauer-Bund (DBB)
- Bundesverband Musikindustrie (BVMI)
- Bundesverband der Energie- und Wasserwirtschaft (BDEW)
- game – Verband der deutschen Games-Branche
- Industrieverband Agrar (IVA), Frankfurt am Main
- Industrieverband Bergbau
- Industrieverband Blechumformung (IBU)
- Industrieverband Dichtstoffe (IVD)
- Industrieverband Fahrzeugbau (aufgelöst)
- Industrieverband Feuerverzinken (IFV), Düsseldorf
- Industrieverband Gießerei-Chemie
- Industrieverband Haus-, Heiz- und Küchentechnik, (HKI), Frankfurt am Main
- Industrieverband Hygiene und Oberflächenschutz
- Industrieverband Technische Textilien – Rollladen – Sonnenschutz
- Industrieverband Klebstoffe (IVK), Düsseldorf
- Industrieverband Körperpflege- und Waschmittel
- Industrieverband Massivumformung
- Industrie-Verband Motorrad Deutschland e. V. (IVM)
- Industrieverband Schreib- und Zeichengeräte (ISZ)
- Software Industrieverband Elektronischer Rechtsverkehr (SIV-ERV)
- Society of Music Merchants (SOMM)
- Spectaris Deutscher Industrieverband für optische, medizinische und mechatronische Technologien
- Verband der Automobilindustrie
- Verband der Bahnindustrie
- Verband der Chemischen Industrie
- Verband der deutschen Lack- und Druckfarbenindustrie
- Verband Deutscher Kälte-Klima-Fachbetriebe
- Verband Deutscher Maschinen- und Anlagenbau (VDMA)
- Wirtschaftsverband der deutschen Kautschukindustrie
- Zentralverband Elektrotechnik- und Elektronikindustrie
- Verband der deutschen Feuerfest-Industrie (VDFFI)
- Fachverband Schaumkunststoffe und Polyurethane e. V. (FSK)
- AVK – Industrievereinigung Verstärkte Kunststoffe e. V. (AVK)
- GKV Gesamtverband Kunststoffverarbeitende Industrie e. V. (GKV)
- Industrievereinigung Kunststoffverpackungen e. V. (IK)
- Zentralverband Deutsches Kraftfahrzeuggewerbe (ZDK)

Frankreich
- Union des industries et métiers de la métallurgie

Litauen
- Litauischer Industriellenverband

USA
- Association of American Railroads …
- Manufacturing Enterprise Solutions Association, (MESA), Chandler

Schweiz
- IG Industrie Schweiz, Vereinigung Schweizer Industrieverbände
- Swiss Flavour and Fragrance Industry Association, Aromen- und Riechstoff-Industrieverband
- Verband der Schweizerischen Gasindustrie
- Verband der Schweizerischen Uhrenindustrie FH

Türkei
- MÜSİAD
- TÜSİAD

Weltweit
- Ecological and Toxicological Association of Dyes and Organic Pigments Manufacturers, Basel
- Organisation Internationale des Constructeurs d’Automobiles, Paris

Historisch
- Agrar-Industrie-Vereinigung
- Deutscher Industrie-Verband, Gewerkschaft in der Weimarer Republik
- Industrieverband Fahrzeugbau, DDR